# Saint-Seurin-de-Cursac
Saint-Seurin-de-Cursac est une commune du Sud-Ouest de la France, dans le département de la Gironde, en région Nouvelle-Aquitaine.

## Géographie

### Localisation
Commune viticole située dans le Blayais au nord-est de Blaye.

### Communes limitrophes
Les communes limitrophes sont Fours, Saint-Genès-de-Blaye, Mazion, Saint-Martin-Lacaussade et Saint-Paul.
|                         | Fours                  | Mazion     |
| Saint-Genès-de-Blaye    | Saint-Seurin-de-Cursac |            |
| Saint-Martin-Lacaussade |                        | Saint-Paul |

### Climat
Pour des articles plus généraux, voir Climat de la Nouvelle-Aquitaine et Climat de la Gironde.
Historiquement, la commune est exposée à un climat océanique aquitain.  
En 2020, Météo-France publie une typologie des climats de la France métropolitaine dans laquelle la commune est exposée à un climat océanique et est dans la région climatique  Aquitaine, Gascogne, caractérisée par une pluviométrie abondante au printemps, modérée en automne, un faible ensoleillement au printemps, un été chaud (19,5 °C), des vents faibles, des brouillards fréquents en automne et en hiver et des orages fréquents en été (15 à 20 jours).
Pour la période 1971-2000, la température annuelle moyenne est de 13 °C, avec une amplitude thermique annuelle de 14,4 °C. Le cumul annuel moyen de précipitations est de 921 mm, avec 12,3 jours de précipitations en janvier et 6,6 jours en juillet. Pour la période 1991-2020, la température moyenne annuelle observée sur la station météorologique la plus proche, située sur la commune de Pauillac à 10 km à vol d'oiseau, est de 14,0 °C et le cumul annuel moyen de précipitations est de 857,0 mm,. Pour l'avenir, les paramètres climatiques de la commune estimés pour 2050 selon différents scénarios d’émission de gaz à effet de serre sont consultables sur un site dédié publié par Météo-France en novembre 2022.

## Urbanisme

### Typologie
Au 1er janvier 2024, Saint-Seurin-de-Cursac est catégorisée bourg rural, selon la nouvelle grille communale de densité à sept niveaux définie par l'Insee en 2022.
Elle appartient à l'unité urbaine de Blaye, une agglomération intra-départementale regroupant neuf  communes, dont elle est une commune de la banlieue,,. Par ailleurs la commune fait partie de l'aire d'attraction de Blaye, dont elle est une commune de la couronne,. Cette aire, qui regroupe 13 communes, est catégorisée dans les aires de moins de 50 000 habitants,.

### Occupation des sols

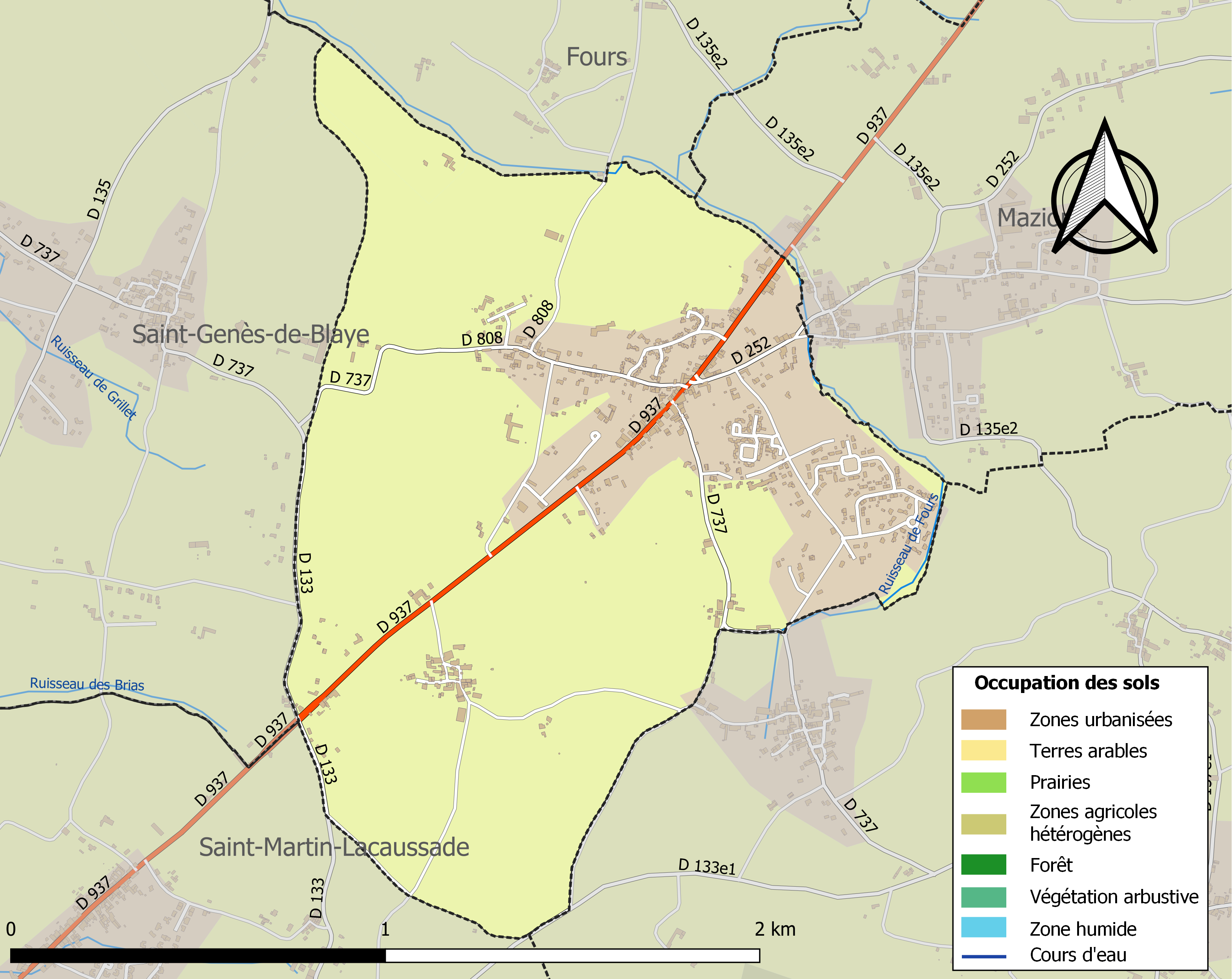
Carte des infrastructures et de l'occupation des sols de la commune en 2018 (CLC).

L'occupation des sols de la commune, telle qu'elle ressort de la base de données européenne d’occupation biophysique des sols Corine Land Cover (CLC), est marquée par l'importance des territoires agricoles (77,2 % en 2018), en diminution par rapport à 1990 (84,1 %). La répartition détaillée en 2018 est la suivante : 
cultures permanentes (73,9 %), zones urbanisées (22,8 %), terres arables (3,2 %). L'évolution de l’occupation des sols de la commune et de ses infrastructures peut être observée sur les différentes représentations cartographiques du territoire : la carte de Cassini (XVIIIe siècle), la carte d'état-major (1820-1866) et les cartes ou photos aériennes de l'IGN pour la période actuelle (1950 à aujourd'hui).

### Risques majeurs
Le territoire de la commune de Saint-Seurin-de-Cursac est vulnérable à différents aléas naturels : météorologiques (tempête, orage, neige, grand froid, canicule ou sécheresse), mouvements de terrains et séisme (sismicité faible). Il est également exposé à un risque technologique, le risque nucléaire. Un site publié par le BRGM permet d'évaluer simplement et rapidement les risques d'un bien localisé soit par son adresse soit par le numéro de sa parcelle.

#### Risques naturels
Les mouvements de terrains susceptibles de se produire sur la commune sont des tassements différentiels.

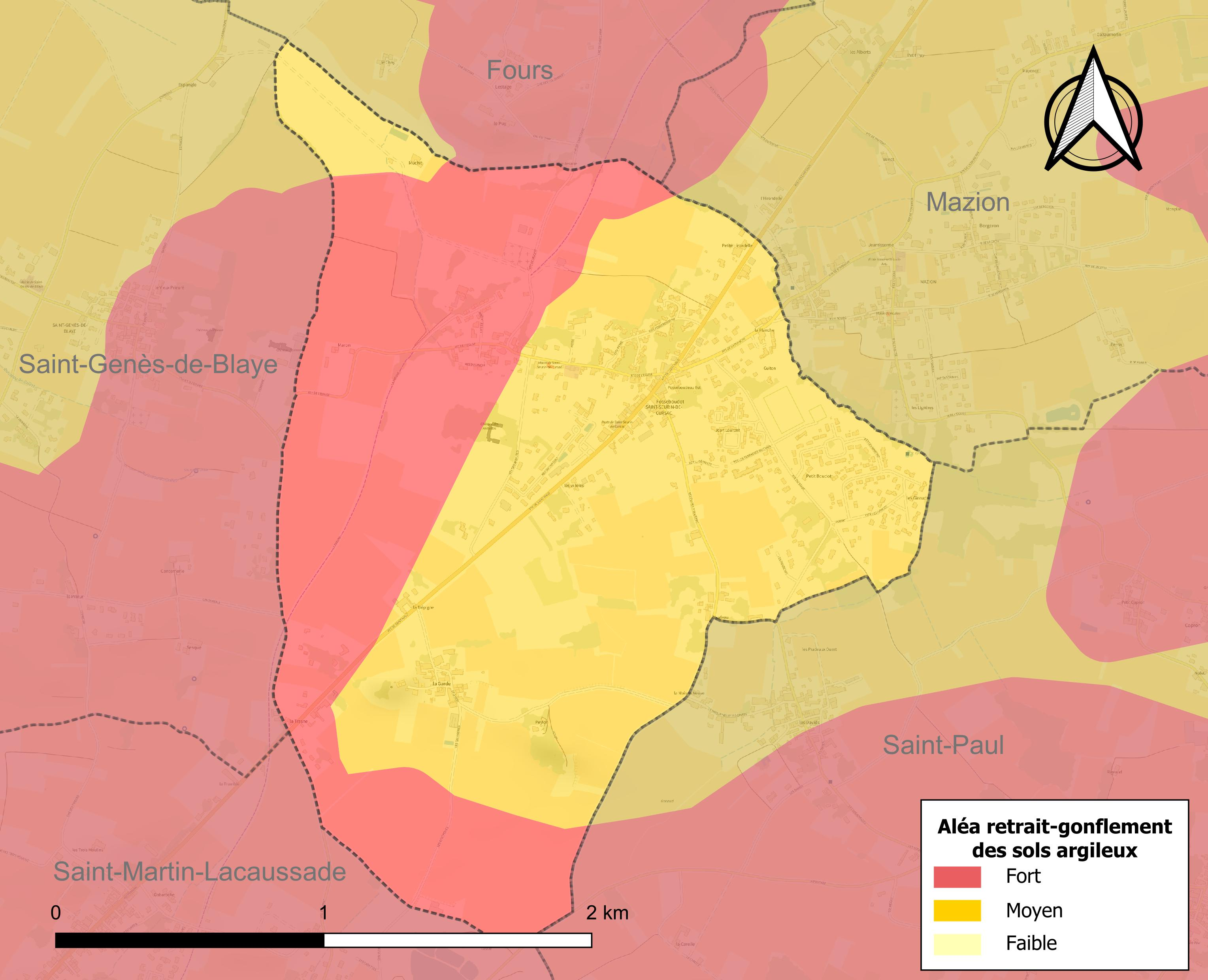
Carte des zones d'aléa retrait-gonflement des sols argileux de Saint-Seurin-de-Cursac.

Le retrait-gonflement des sols argileux est susceptible d'engendrer des dommages importants aux bâtiments en cas d’alternance de périodes de sécheresse et de pluie. La totalité de la commune est en aléa moyen ou fort (67,4 % au niveau départemental et 48,5 % au niveau national). Sur les 419 bâtiments dénombrés sur la commune en 2019, 419 sont en aléa moyen ou fort, soit 100 %, à comparer aux 84 % au niveau départemental et 54 % au niveau national. Une cartographie de l'exposition du territoire national au retrait gonflement des sols argileux est disponible sur le site du BRGM,.
La commune a été reconnue en état de catastrophe naturelle au titre des dommages causés par les inondations et coulées de boue survenues en 1982, 1988, 1999 et 2009, par la sécheresse en 1989, 2005 et 2017 et par des mouvements de terrain en 1999.

#### Risques technologiques
La commune étant située totalement dans le périmètre du plan particulier d'intervention (PPI) de 20 km autour de la centrale nucléaire du Blayais, elle est exposée au risque nucléaire. En cas d'accident nucléaire, une alerte est donnée par différents médias (sirène, sms, radio, véhicules). Dès l'alerte, les personnes habitant dans le périmètre de 2 km se mettent à l'abri. Les personnes habitant dans le périmètre de 20 km peuvent être amenées, sur ordre du préfet, à évacuer et ingérer des comprimés d’iode stable,,.

## Politique et administration
| Période                                  | Période  | Identité                     | Étiquette | Qualité                              |
| ---------------------------------------- | -------- | ---------------------------- | --------- | ------------------------------------ |
| Les données manquantes sont à compléter. |          |                              |           |                                      |
| 1947                                     | 1953     | Jacques Madrelle (1911-2004) | SFIO      | Père de Philippe et Bernard Madrelle |
| (...)                                    | (...)    | (...)                        |           |                                      |
| 1977                                     | 1989     | Bernard Madrelle             | PS        | Député                               |
| 1989                                     | 2014     | Nelly Pery                   |           |                                      |
| 2014                                     | En cours | Pierre Coronas               |           |                                      |

## Population et société

### Démographie
Les habitants sont appelés les Severinois
L'évolution du nombre d'habitants est connue à travers les recensements de la population effectués dans la commune depuis 1793. Pour les communes de moins de 10 000 habitants, une enquête de recensement portant sur toute la population est réalisée tous les cinq ans, les populations de référence des années intermédiaires étant quant à elles estimées par interpolation ou extrapolation. Pour la commune, le premier recensement exhaustif entrant dans le cadre du nouveau dispositif a été réalisé en 2006.

En 2022, la commune comptait 773 habitants, en évolution de −1,02 % par rapport à 2016 (Gironde : +6,91 %, France hors Mayotte : +2,11 %).
| 1793 | 1800 | 1806 | 1821 | 1831 | 1836 | 1841 | 1846 | 1851 |
| ---- | ---- | ---- | ---- | ---- | ---- | ---- | ---- | ---- |
| 324  | 345  | 358  | 342  | 362  | 365  | 405  | 447  | 455  |

| 1856 | 1861 | 1866 | 1872 | 1876 | 1881 | 1886 | 1891 | 1896 |
| ---- | ---- | ---- | ---- | ---- | ---- | ---- | ---- | ---- |
| 398  | 444  | 455  | 425  | 424  | 429  | 407  | 407  | 394  |

| 1901 | 1906 | 1911 | 1921 | 1926 | 1931 | 1936 | 1946 | 1954 |
| ---- | ---- | ---- | ---- | ---- | ---- | ---- | ---- | ---- |
| 421  | 457  | 414  | 379  | 342  | 314  | 326  | 313  | 335  |

| 1962 | 1968 | 1975 | 1982 | 1990 | 1999 | 2006 | 2011 | 2016 |
| ---- | ---- | ---- | ---- | ---- | ---- | ---- | ---- | ---- |
| 335  | 338  | 335  | 712  | 738  | 761  | 744  | 693  | 781  |

| 2021 | 2022 | - | - | - | - | - | - | - |
| ---- | ---- | - | - | - | - | - | - | - |
| 770  | 773  | - | - | - | - | - | - | - |

### Enseignement
L'éducation est assurée par un regroupement pédagogique intercommunal qui regroupe les communes de Saint-Genès-de-Blaye, Fours et Saint-Seurin-de-Cursac pour les classes de la maternelle au primaire.

### Sports
- Marathon des premières côtes de Blaye

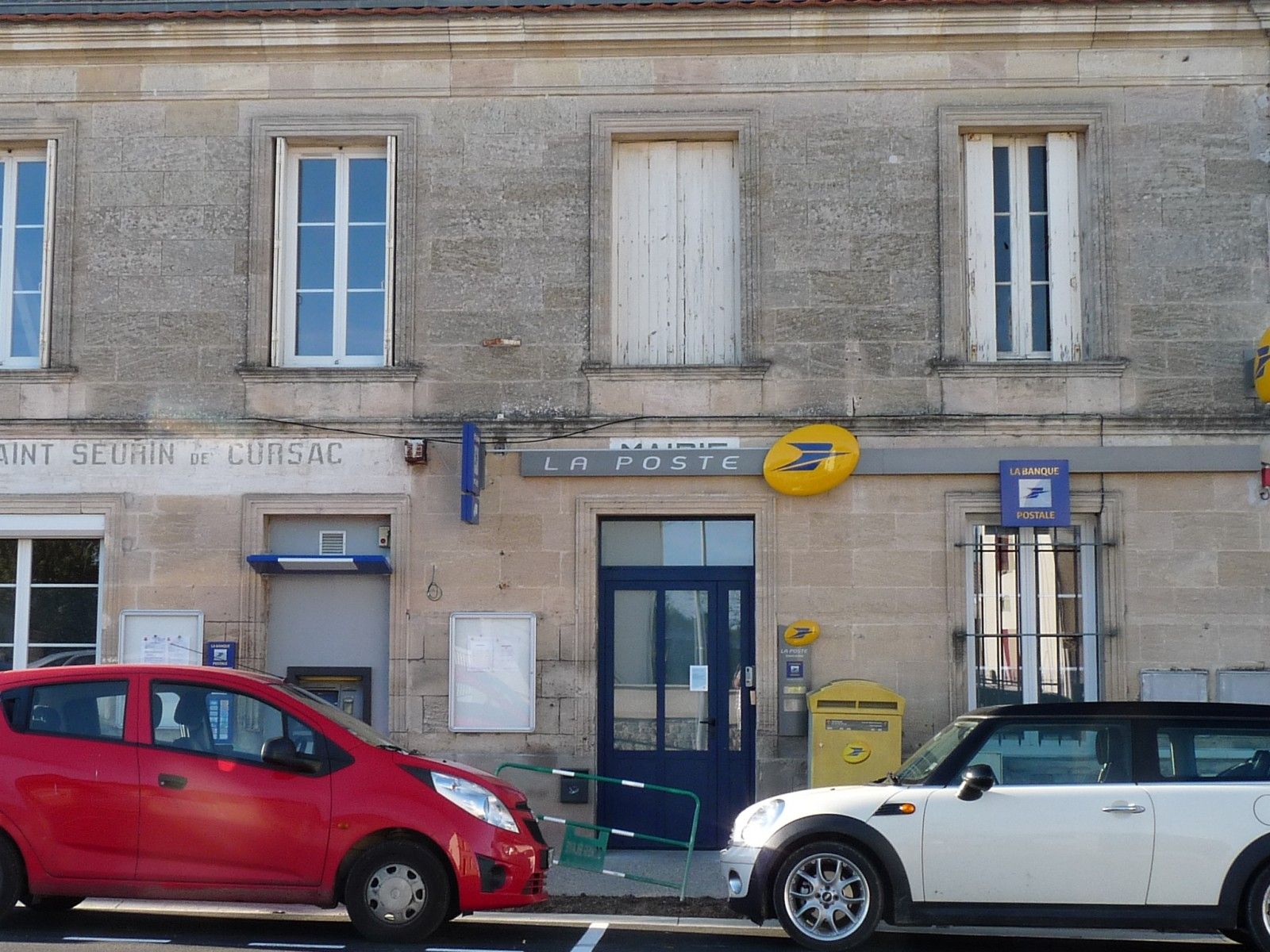
La poste
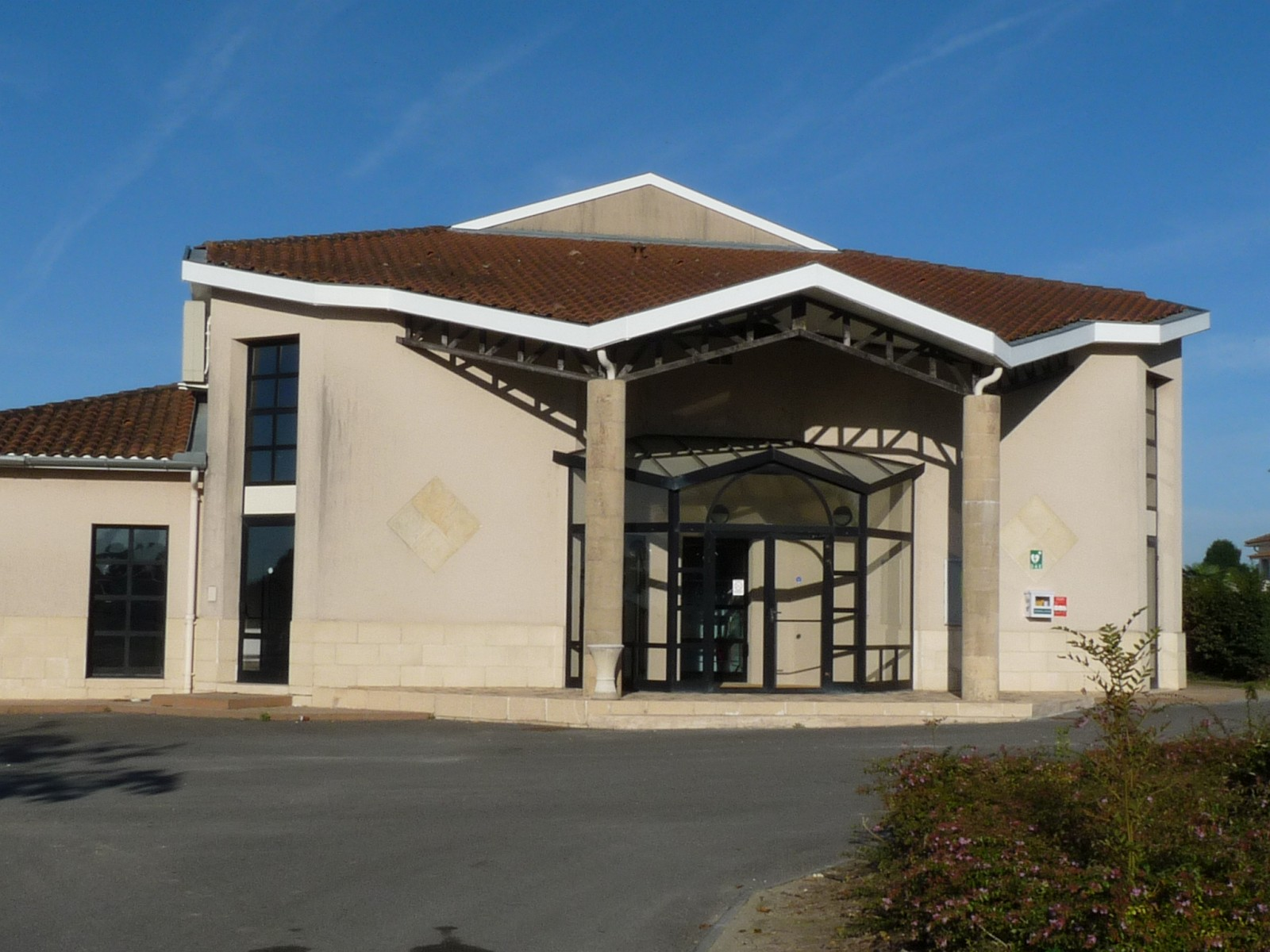
La salle des fêtes

## Culture locale et patrimoine

### Lieux et monuments
- L'église paroissiale Saint-Seurin a la particularité d'avoir un clocher à cinq côtés. Elle contient un tableau du XVIIe siècle, la Décollation de saint Jean-Baptiste, qui est classé monument historique au titre objet depuis 1908[27].
- Le moulin à vent de la Garde de Roland, situé au sud-ouest du bourg à la Garde près de la route de Blaye, date des XVIe et XVIIe siècles. Il est inscrit monument historique depuis 1977[28].

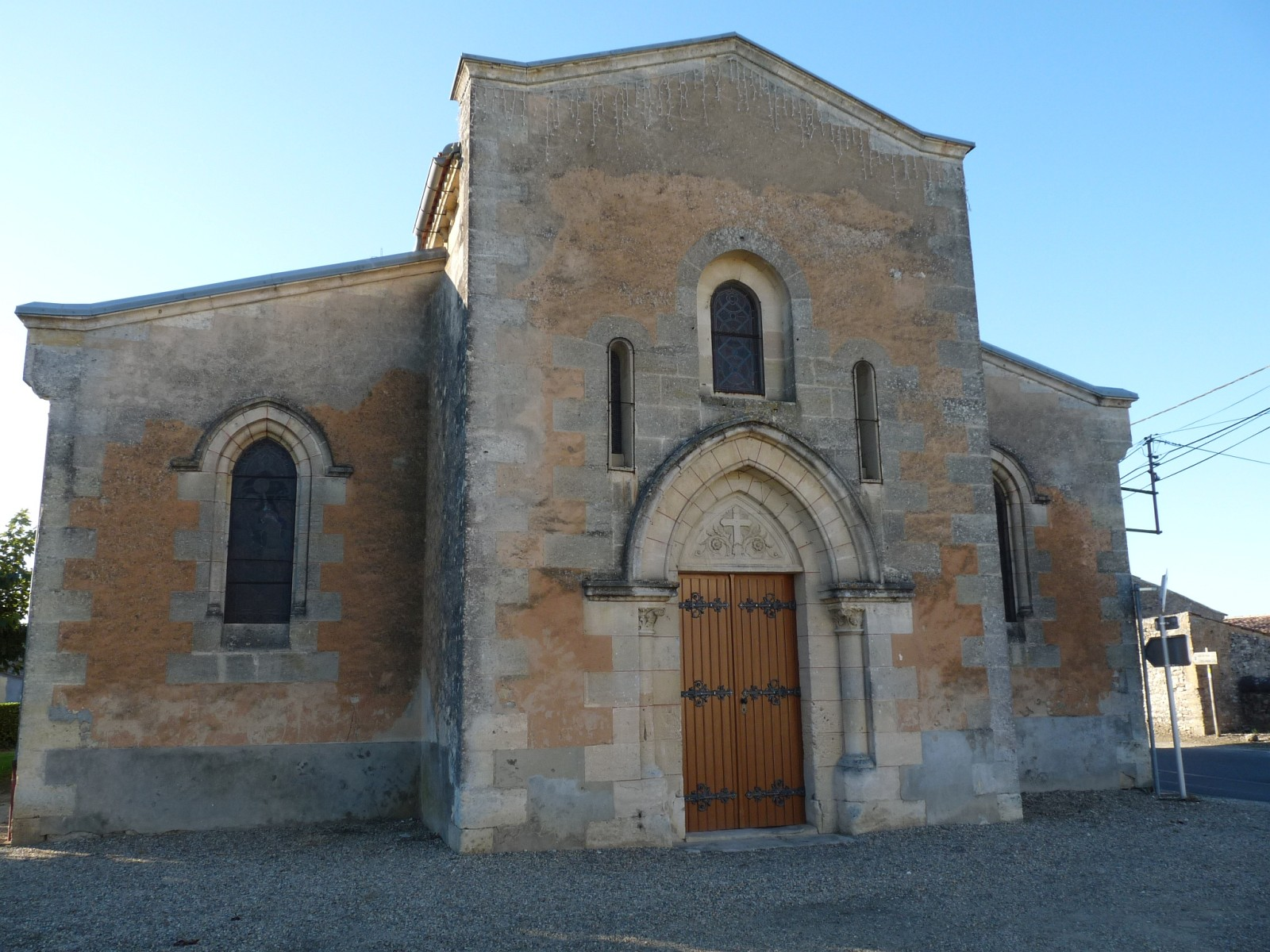
L'église
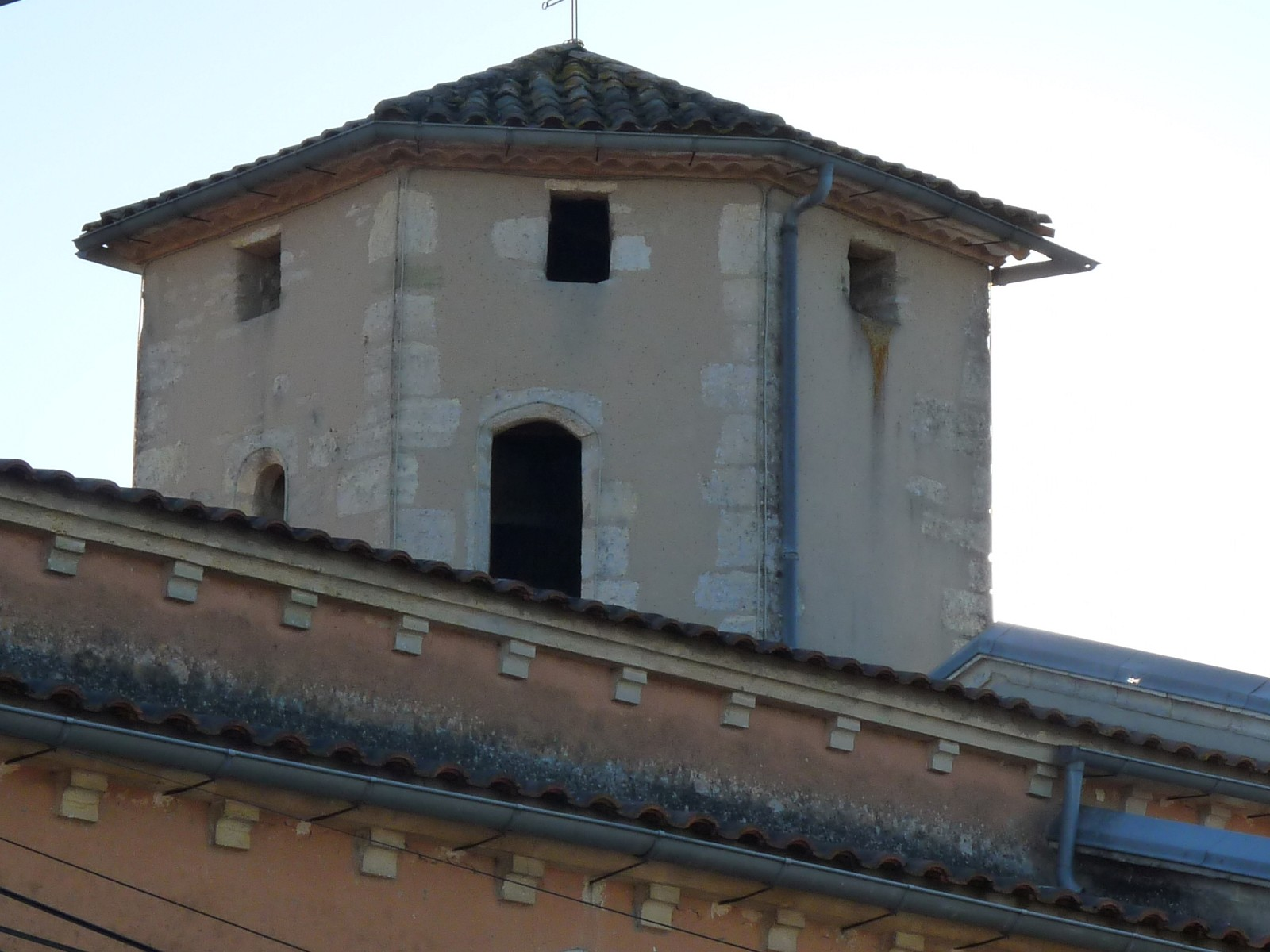
Clocher de l'église
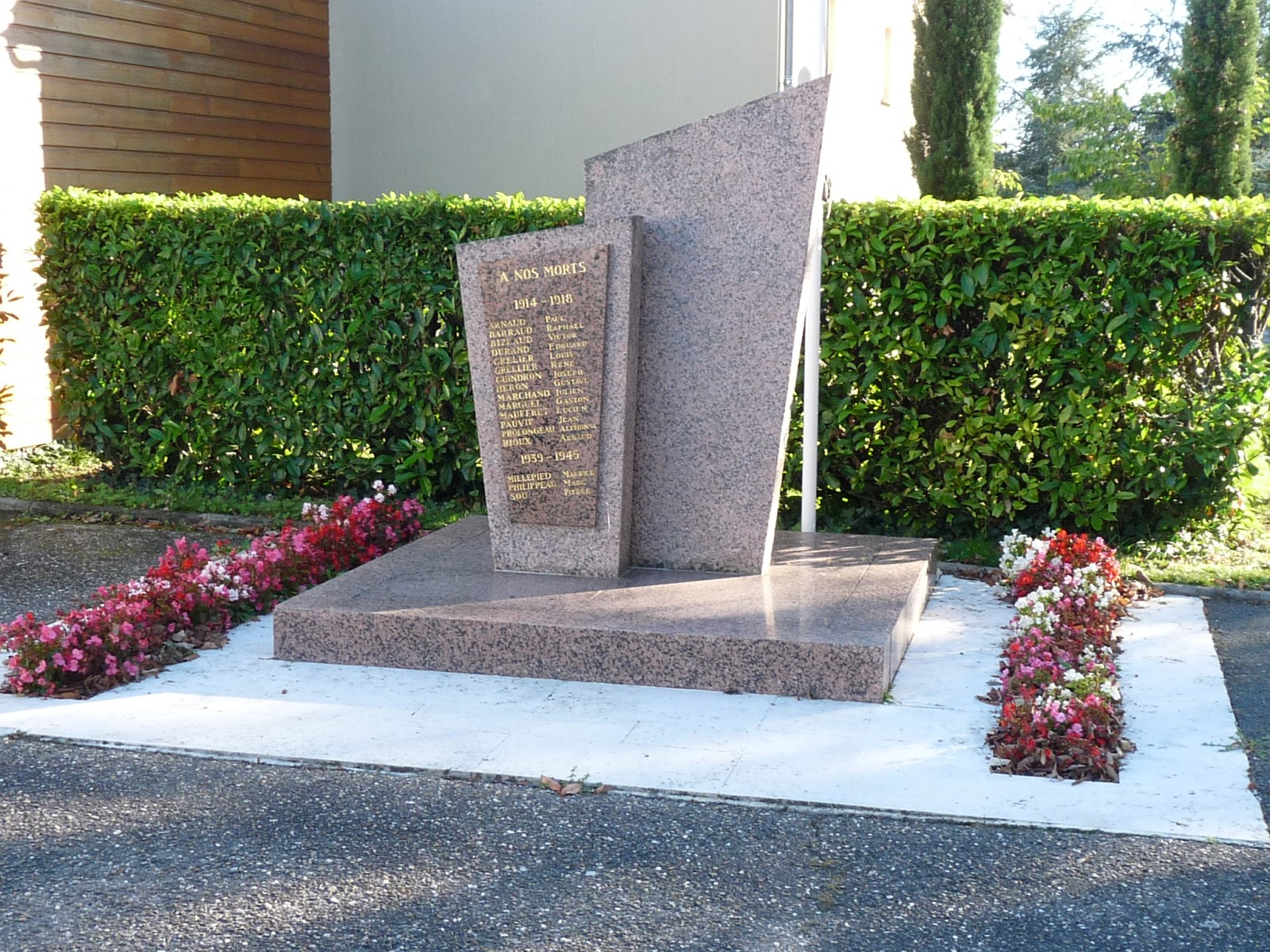
Le monument aux morts

### Personnalités liées à la commune
- Philippe Madrelle (1937-2019), homme politique français né dans la commune
- Bernard Madrelle (1944-2020), homme politique français né dans la commune

### Héraldique
| Blason de Saint-Seurin-de-Cursac | Blason  | Coupé, au premier d'or à l'église du lieu d'argent, essorée de gueules, ouverte et ajourée de sable, au deuxième parti au I de gueules au cavalier contourné d'argent et au II d'azur au moulin à vent du champ, posé sur une terrasse isolée de tenné et brochant sur un buisson de sinople. |
| Blason de Saint-Seurin-de-Cursac | Détails | Officiel, présent sur le site internet de la commune |